# Neorina westwoodii
Neorina westwoodii är en fjärilsart som beskrevs av Moore 1890-1892. Neorina westwoodii ingår i släktet Neorina och familjen praktfjärilar. Inga underarter finns listade i Catalogue of Life.